# Форггензе
Форггензе (нем. Forggensee) — водохранилище в Баварии, Германия.
Водохранилище расположено недалеко от замка Нойшванштайн примерно в 30 км от Гармиш-Партенкирхена, у подножия Альп. Одно из чистейших озёр юга Германии, является пятым по размерам водоёмом в Баварии.

## История

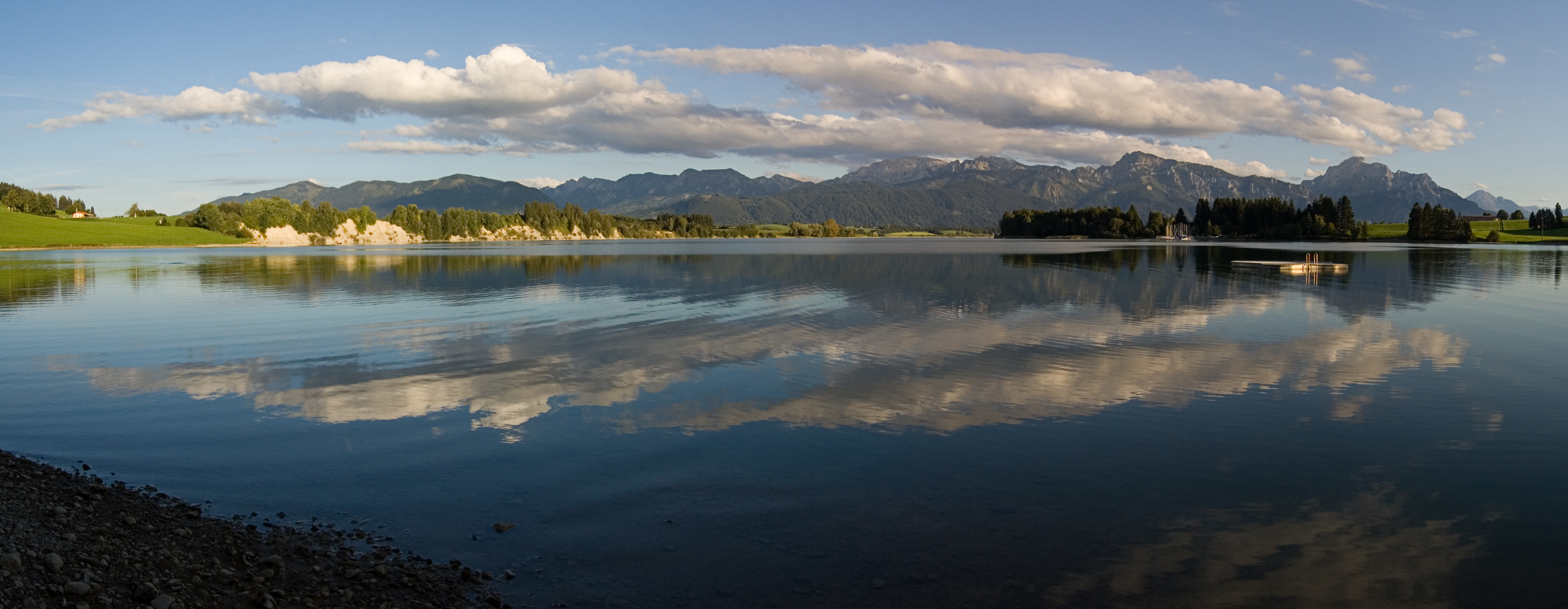

Водохранилище было построено в 1950-х годах с целью защиты от наводнений. Название получило по затопленному поселению нем. Forggen.
Водохранилище находится в зоне умеренного горного климата, в июне — июле температура держится в пределах 24 — 28 С, а зимой не больше −1. Дожди идут осенью, в октябре — ноябре.
На стоке озера работает деривационная гидроэлектростанция мощностью 45,5 МВт и годовой выработкой 152,6 млн.  кВт⋅ч, установлено две поворотно-лопастные турбины работающие на напоре 35,4 м и расходе 75,5 м³/сек.
Главная особенность озера состоит в том, что на несколько месяцев в году из него спускают всю воду. Делают это для предотвращения затопления прилегающих земель во время весеннего паводка.